# 恩里科·贊帕
恩里科·贊帕（義大利語：Enrico Zampa；1992年3月18日—）是一位意大利足球運動員。在場上的位置是防守型中場。他現在效力於意大利職業足球聯賽球隊安科納。